# Turzyca brunatna
Turzyca brunatna (Carex brunnescens (Pers.) Poir.) – gatunek rośliny z rodziny ciborowatych. Występuje w Europie, Azji oraz Ameryce Północnej. W Polsce jest gatunkiem rzadkim; rośnie tylko na Pomorzu i Pojezierzu Mazurskim.

## Morfologia
PokrójRoślina kępkowa.
ŁodygaSzorstka, sztywna, dłuższa od liści, o wysokości 10–30 cm.
LiścieŻywozielone, o szerokości 1,5–2 mm.
KwiatyZebrane w 4–10 kłosów, z których dolne są oddalone. Kłos dolny z liściowatą podstawą. Przysadki ostre, jasnobrunatne, zielone na grzbiecie, białe na brzegu, krótsze od pęcherzyków.
OwocOrzeszek zamknięty w pęcherzyku, te brunatne, niewyraźnie unerwione, punktowane, o długości 2 mm, na szczycie z dzióbkiem rozciętym o uzębionych bocznych brzegach.

## Biologia i ekologia
Bylina, hemikryptofit. Rośnie na torfowiskach. Kwitnie od maja do czerwca. Liczba chromosomów 2n = 56.

## Zagrożenia i ochrona
Roślina umieszczona w Czerwonej księdze gatunków zagrożonych w kategorii LC (najmniejszej troski).
Znajduje się także na polskiej czerwonej liście w kategorii DD (stopień zagrożenia nie może być określony).